# Острый мегакариобластный лейкоз
Острый мегакариобластный лейкоз (ОМКЛ) — это такая форма острого миелоидного лейкоза, при которой большинство лейкозных бластных клеток представляют собой мегакариобласты.
По классификации ФАБ он относится к типу М7.
Этот подтип ОМЛ ассоциируется с наличием 30 % и более (по критериям ФАБ) или 20 % и более (по ныне действующим критериям ВОЗ) лейкозных бластных клеток в костном мозгу, каковые клетки идентифицируются как относящиеся к мегакариоцитарному ростку костного мозга при помощи иммунофенотипирования на специфичные для мегакариобластов и мегакариоцитов поверхностные антигены, а также реакции на тромбоцитарную пероксидазу и электронной микроскопии.

## Причины
Острый мегакариобластный лейкоз ассоциирован с геном GATA1, и риск развития этой формы ОМЛ повышен у больных с синдромом Дауна (трисомией хромосомы 21).
Однако не все случаи ОМКЛ ассоциированы с синдромом Дауна (то есть, ОМКЛ встречается не только у больных с синдромом Дауна). Помимо гена GATA1, другие гены, в частности RBM6 и CSF1R, и их патологический фузионный продукт, могут быть ассоциированы с ОМКЛ.
Ещё одна пара связанных с ОМКЛ генов — это ген RBM15 и ген MKL1, который также известен как ген MAL. Часто встречающаяся при ОМКЛ транслокация [t(1;22)(p13;q13);] c хромосомы 1 на хромосому 22 затрагивает именно гены MKL1 и RBM15 и приводит к образованию патологического фузионного белка RBM15/MKL1. Этот ген кодирует белок, который является кофактором так называемого «белка сывороточного ответа».

## Симптомы и течение
У взрослых типична цитопения с низким числом патологических мегакариобластных клеток в крови, миелофиброз, отсутствие лимфаденопатии, спленомегалии и гепатомегалии, плохой ответ на химиотерапию, скоротечность и злокачественность клинического течения. У детей клинические проявления в целом сходны, однако течение весьма вариабельно, от весьма злокачественного и скоротечного до относительно благоприятного, как при синдроме Дауна, особенно у очень маленьких (до 3-4 лет) детей. У детей могут наблюдаться как бластный гиперлейкоцитоз, так и спленомегалия и/или гепатомегалия, в целом нехарактерные для проявлений «взрослой» формы ОМКЛ M7.
В первые 3-4 года жизни детей с синдромом Дауна острый мегакариобластный лейкоз с мутацией GATA1 является самым распространённым типом острого лейкоза в этой специфической подгруппе пациентов.

## Диагностика
Характерная мегакариобластная морфология бластных клеток обнаруживается при морфологическом исследовании аспирата и трепанобиоптата костного мозга, а также мазков крови, в случае наличия в ней бластных клеток. Мегакариобластный иммунофенотип лейкозных клеток устанавливается при помощи проточной цитометрии и иммуногистохимического исследования образцов костномозговой ткани.
В мазках крови и костного мозга мегакариобласты обычно выглядят как среднего размера или крупные (чаще крупные) клетки с большим ядерно-цитоплазматическим отношением (то есть крупным ядром — откуда и название «мегакариобласт») и относительно скудной, вариабельно базофильно окрашенной, цитоплазмой, которая может содержать вакуоли. Ядерный хроматин плотный и гомогенный. Иногда наблюдаются неправильные очертания границ цитоплазмы, и иногда в этих случаях можно увидеть нечто похожее на отшнуровывающиеся от лейкозных мегакариобластов атипичные, «больные» тромбоциты — неправильной формы, малого размера, «тенеобразные». Мегакариобласты отрицательны на миелопероксидазу, и не окрашиваются в чёрный цвет Суданом Б. Мегакариобласты отрицательны на альфа-нафтил-бутират-эстеразу, и могут давать вариабельную (от негативной до резко положительной) окраску на альфа-нафтил-ацетат-эстеразу, обычно в виде отдельных пятен или гранул в цитоплазме. Окраска на PAS также вариабельна — от негативной, через фокально-пятнистую или гранулярную, до резко положительной. Аспират костного мозга во многих случаях сложно получить из-за наличествующего у многих больных с ОМКЛ миелофиброза. Более точная идентификация ОМКЛ возможна с использованием электронного микроскопа и/или иммунофенотипирования на характерные для мегакариоцитов антигены CD41 и/или CD61), что может позволить поставить правильный диагноз. Также диагнозу способна помочь цитогенетика на характерную транслокацию [t(1;22)(p13;q13);] и выявление характерных молекулярных аномалий, таких, как наличие фузионного онкопротеина RBM15/MKL1 или мутантной формы GATA1.

## Прогноз
Полная ремиссия и длительные сроки выживаемости при этой форме ОМЛ чаще наблюдаются у детей, чем у взрослых.
Прогноз зависит от причинной аномалии, то есть от цитогенетики лейкозных клеток. В одной трети случаев аномальные мегакариобласты имеют транслокацию t(1;22)(p13;q13), вовлекающую хромосому 1 и 22, а именно гены RBM15 и MKL1, что приводит к образованию патологического фузионного онкопротеина RBM15/MKL1. В этих случаях прогноз плохой.
Другая треть случаев острого мегакариобластного лейкоза встречается при синдроме Дауна и связана с мутацией GATA1. При этом прогноз довольно хороший.
Последняя треть случаев ОМКЛ цитогенетически неоднородна (встречаются разные типы аномалий). Прогноз в этих случаях плохой.